# Túnez en la Copa Mundial de Fútbol de 2006
La selección nacional de Túnez fue uno de los 32 países participantes de la Copa Mundial de Fútbol de 2006, realizada en Alemania.
Túnez clasificó a su cuarto torneo tras derrotar en la ronda clasificatoria a equipos de importancia en el continente, como Marruecos y Guinea. 
El equipo llegó a Alemania con la esperanza de superar la primera ronda, luego de ser eliminado en dicha instancia en los tres mundiales que había disputado. El sorteo determinó que la selección africana debiera enfrentar a Arabia Saudita, España y Ucrania. Túnez albergaba la esperanza de poder superar por lo menos a Ucrania y Arabia Saudita, y alcanzar junto a los cabezas de serie la clasificación a la segunda ronda. 
Tras la derrota por 4:0 de Ucrania ante los hispanos, el partido ante Arabia Saudita sería vital para que Túnez pudiera asegurarse un buen comienzo. Sin embargo, los saudíes resultaron un rival mucho más serio de lo que pensaron y en un intenso partido, ambos países musulmanes terminaron igualados a dos goles. El empate no le daba a Túnez la ventaja necesaria para pasar a segunda ronda, y sus posibilidades se complicarían con la goleada ucraniana a los árabes también por cuatro goles y su la posterior derrota del equipo ante España por 1:3.
En el partido final, Túnez necesitaba necesariamente un triunfo ante Ucrania, pero los europeos demostraron su superioridad y derrotaron a las Águilas de Cartago con un gol del capitán Andriy Shevchenko.

## Clasificación

### Grupo 5
| Pos. | Equipo    | Pts. | PJ | G | E | P | GF | GC | Dif. | Clasificación |     | TUN | MAR | GUI | KEN | BOT | MWI |
| ---- | --------- | ---- | -- | - | - | - | -- | -- | ---- | ------------- | --- | --- | --- | --- | --- | --- | --- |
| 1    | Túnez     | 21   | 10 | 6 | 3 | 1 | 25 | 9  | +16  | Mundial y CAN |     | —   | 2–2 | 2–0 | 1–0 | 4–1 | 7–0 |
| 2    | Marruecos | 20   | 10 | 5 | 5 | 0 | 17 | 7  | +10  | CAN           |     | 1–1 | —   | 1–0 | 5–1 | 1–0 | 4–1 |
| 3    | Guinea    | 17   | 10 | 5 | 2 | 3 | 15 | 10 | +5   | CAN           |     | 2–1 | 1–1 | —   | 1–0 | 4–0 | 3–1 |
| 4    | Kenia     | 10   | 10 | 3 | 1 | 6 | 8  | 17 | −9   |               |     | 0–2 | 0–0 | 2–1 | —   | 1–0 | 3–2 |
| 5    | Botsuana  | 9    | 10 | 3 | 0 | 7 | 10 | 18 | −8   |               | 1–3 | 0–1 | 1–2 | 2–1 | —   | 2–0 |     |
| 6    | Malaui    | 6    | 10 | 1 | 3 | 6 | 12 | 26 | −14  |               | 2–2 | 1–1 | 1–1 | 3–0 | 1–3 | —   |     |

 Fuente: 

## Jugadores
Datos corresponden a situación previo al inicio del torneo
| #     | Nombre            | Posición      | Edad | PJ Sel | Club                    |
| ----- | ----------------- | ------------- | ---- | ------ | ----------------------- |
| 1     | Ali Boumnijel     | Portero       | 40   | 48     | Club Africain           |
| 2     | Karim Essediri    | Delantero     | 26   | 7      | Rosenborg BK            |
| 3     | Karim Haggui      | Defensa       | 22   | 26     | RC Strasbourg           |
| 4     | Alaeddine Yahia   | Defensa       | 24   | 13     | AS St. Ètienne          |
| 5     | Ziad Jaziri       | Delantero     | 27   | 61     | Troyes AC               |
| 6     | Hatem Trabelsi    | Defensa       | 29   | 56     | Ajax Ámsterdam          |
| 7     | Haykel Guemamdia  | Delantero     | 24   | 13     | RC Strasbourg           |
| 8     | Mehdi Nafti       | Mediocampista | 27   | 29     | Birmingham City         |
| 9     | Yassine Chikhaoui | Delantero     | 19   | 1      | Étoile du Sahel         |
| 10    | Kaies Ghodhbane   | Mediocampista | 30   | 89     | Samsunspor              |
| 11    | Santos            | Delantero     | 28   | 28     | FC Toulouse             |
| 12    | Jaouhar Mnari     | Mediocampista | 29   | 37     | 1. FC Nürnberg          |
| 13    | Riadh Bouazizi    | Mediocampista | 33   | 85     | Kayserispor             |
| 14    | Adel Chedli       | Mediocampista | 29   | 38     | 1. FC Nürnberg          |
| 15    | Radhi Jaidi       | Defensa       | 30   | 89     | Bolton Wanderers        |
| 16    | Adel Nefzi        | Portero       | 32   | 0      | US Monastir             |
| 17    | Chaouki Ben Saada | Delantero     | 21   | 11     | Sporting Club de Bastia |
| 18    | David Jemmali     | Defensa       | 31   | 2      | Girondins Bordeaux      |
| 19    | Anis Ayari        | Defensa       | 24   | 24     | Samsunspor              |
| 20    | Hamed Namouchi    | Mediocampista | 22   | 14     | Glasgow Rangers         |
| 21    | Karim Saidi       | Defensa       | 23   | 15     | US Lecce                |
| 22    | Hamdi Kasraoui    | Portero       | 23   | 6      | Espérance               |
| 23    | Sofiene Melliti   | Mediocampista | 27   | 14     | Gaziantepspor           |
| D. T. | Roger Lemerre     |               |      |        |                         |

## Participación

### Enfrentamientos previos
| Fecha                   | Lugar       |       |  | Resultado      |  |                     |
| ----------------------- | ----------- | ----- |  | -------------- |  | ------------------- |
| 11 de noviembre de 2005 | París       | Túnez |  | 2:2 (1:1)      |  | R.D. del Congo      |
| 16 de noviembre de 2005 | El Cairo    | Túnez |  | 2:1 (0:0)      |  | Egipto              |
| 12 de enero de 2006     | Radès       | Túnez |  | 1:0 (0:0)      |  | Libia               |
| 15 de enero de 2006     | Radès       | Túnez |  | 2:0 (0:0)      |  | Ghana               |
| 22 de enero de 2006     | Alejandría  | Túnez |  | 4:1 (1:1)      |  | Zambia              |
| 26 de enero de 2006     | Alejandría  | Túnez |  | 2:0 (1:0)      |  | Sudáfrica           |
| 30 de enero de 2006     | Alejandría  | Túnez |  | 0:3 (0:1)      |  | Guinea              |
| 4 de febrero de 2006    | Puerto Saíd | Túnez |  | 1:1 (6:5 pen.) |  | Nigeria             |
| 1 de marzo de 2006      | Radès       | Túnez |  | 0:1 (0:1)      |  | Serbia y Montenegro |
| 30 de mayo de 2006      | Radès       | Túnez |  | 3:0 (1:0)      |  | Bielorrusia         |
| 2 de junio de 2006      | Radès       | Túnez |  | 0:0 (1:3 pen.) |  | Uruguay             |

### Primera fase
| Equipo         | Pts | PJ | PG | PE | PP | GF | GC | Dif |
| -------------- | --- | -- | -- | -- | -- | -- | -- | --- |
| España         | 9   | 3  | 3  | 0  | 0  | 8  | 1  | +7  |
| Ucrania        | 6   | 3  | 2  | 0  | 1  | 5  | 4  | +1  |
| Túnez          | 1   | 3  | 0  | 1  | 2  | 3  | 6  | -3  |
| Arabia Saudita | 1   | 3  | 0  | 1  | 2  | 2  | 7  | -5  |

| 14 de junio de 2006, 18:00 | Túnez                    | 2:2 (1:0) | Arabia Saudita                | Allianz Arena, Múnich                                               |                                                                     |
|                            | Jaziri 23' · Jaïdi 90+2' | Reporte   | Al-Qahtani 57' · Al-Jaber 84' | Asistencia: 66.000 espectadores Árbitro(s): Mark Shield (Australia) | Asistencia: 66.000 espectadores Árbitro(s): Mark Shield (Australia) |

| 19 de junio de 2006, 21:00 | Túnez    | 1:3 (1:0) | España                              | Gottlieb-Daimler-Stadion, Stuttgart                               |                                                                   |
|                            | Mnari 8' | Reporte   | Raúl 71' · Torres 76', 90+1' (pen.) | Asistencia: 52.000 espectadores Árbitro(s): Carlos Simon (Brasil) | Asistencia: 52.000 espectadores Árbitro(s): Carlos Simon (Brasil) |

| 23 de junio de 2006, 16:00 | Ucrania               | 1:0 (0:0) | Túnez | Estadio Olímpico, Berlín                                               |                                                                        |
|                            | Shevchenko 70' (pen.) | Reporte   |       | Asistencia: 72.000 espectadores Árbitro(s): Carlos Amarilla (Paraguay) | Asistencia: 72.000 espectadores Árbitro(s): Carlos Amarilla (Paraguay) |

### Participación de jugadores
| #  | Nombre            | Posición      | PJ | Min |   | Asist | Tiros  | Faltas |   |   |
| -- | ----------------- | ------------- | -- | --- | - | ----- | ------ | ------ | - | - |
| 2  | Karim Essediri    | Defensa       | 1  | 9   | 0 | 0     | 0      | 1-0    | 0 | 0 |
| 3  | Karim Haggui      | Defensa       | 3  | 270 | 0 | 0     | 2      | 2-7    | 1 | 0 |
| 4  | Alaeddine Yahia   | Defensa       | 1  | 34  | 0 | 0     | 0      | 0-1    | 0 | 0 |
| 5  | Ziad Jaziri       | Defensa       | 3  | 225 | 1 | 1     | 1      | 7-5    | 3 | 1 |
| 6  | Hatem Trabelsi    | Defensa       | 3  | 270 | 0 | 0     | 2      | 6-7    | 1 | 0 |
| 7  | Haykel Guemamdia  | Mediocampista | 1  | 11  | 0 | 0     | 1      | 0-0    | 1 | 0 |
| 8  | Mehdi Nafti       | Defensa       | 3  | 215 | 0 | 0     | 1      | 1-5    | 0 | 0 |
| 9  | Yassine Chikhaoui | Mediocampista | 1  | 81  | 0 | 0     | 0      | 1-3    | 1 | 0 |
| 10 | Kaies Ghodhbane   | Mediocampista | 3  | 57  | 0 | 0     | 1      | 0-0    | 0 | 0 |
| 11 | Santios           | Mediocampista | 1  | 12  | 0 | 0     | 1      | 0-0    | 0 | 0 |
| 12 | Jaouhar Mnari     | Delantero     | 3  | 270 | 1 | 0     | 1      | 0-6    | 1 | 0 |
| 13 | Riadh Bouazizi    | Delantero     | 3  | 188 | 0 | 0     | 0      | 2-6    | 2 | 0 |
| 14 | Adel Chedli       | Delantero     | 3  | 225 | 0 | 0     | 3      | 4-7    | 1 | 0 |
| 15 | Radhi Jaidi       | Delantero     | 3  | 270 | 1 | 0     | 1      | 3-6    | 2 | 0 |
| 17 | Chouki Ben Saada  | Delantero     | 1  | 12  | 0 | 0     | 0      | 0-0    | 0 | 0 |
| 18 | David Jemmali     | Defensa       | 1  | 90  | 0 | 0     | 0      | 1-0    | 0 | 0 |
| 19 | Anis Ayari        | Mediocampista | 2  | 146 | 0 | 0     | 2      | 1-6    | 1 | 0 |
| 20 | Hamed Namouchi    | Delantero     | 3  | 270 | 0 | 0     | 3      | 8-6    | 0 | 0 |
| 21 | Karim Saidi       | Delantero     | 0  | 0   | 0 | 0     | 0      | 0-0    | 0 | 0 |
| 23 | Sofiene Melliti   | Mediocampista | 0  | 0   | 0 | 0     | 0      | 0-0    | 0 | 0 |
| #  | Nombre            | Posición      | PJ | Min |   | Prom. | Atajos | Faltas |   |   |
| 1  | Ali Boumnijel     | Portero       | 3  | 270 | 6 | 2     | 12     | 0-0    | 0 | 0 |
| 16 | Adel Nefzi        | Portero       | 0  | 0   | 0 | 0     | 0      | 0-0    | 0 | 0 |
| 22 | Hamdi Kasraoui    | Portero       | 0  | 0   | 0 | 0     | 0      | 0-0    | 0 | 0 |